# Fernando Medina
Fernando Jesús Medina Martínez (* 3. dubna 1973 Sevilla, Španělsko) je bývalý španělský sportovní šermíř, který se specializoval na šerm šavlí. Španělsko reprezentoval v devadesátých letech a v prvních letech nového tisíciletí. Na olympijských hrách startoval v roce 1996, 2000 a 2004 v soutěži jednotlivců a družstev. Jeho maximem v soutěži jednotlivců bylo osmifinále na olympijských hrách 1996. V roce 1998 obsadil třetí místo na mistrovství světa v soutěži jednotlivců. Se španělským družstvem šavlistů se pravidelně účastnil vrcholných sportovních akcí.